# Џејсон Деруло
Џејсон Џоел Деруло (енгл. Jason Joel Desrouleaux; 21. септембар 1989), познатији под уметничким именом Џејсон Деруло (енгл. Jason Derulo, раније стилизовано као Derülo) амерички је певач, текстописац и плесач. Од почетка његове соло каријере 2009. године, Деруло је продао више од 30 милиона синглова и зарадио је девет платинастих синглова, укључујући "Wiggle", "Talk Dirty", "In My Head", and "Whatcha Say".

## Младост
Деруло је рођен у Мирамару, Флорида, као син родитеља са Хаитија.Има два старија брата. Почео је певати у младости. Похађао је уметничке школе на Флориди и направио неке ране покушаје у музичком саставу, написао је своју прву песму са осам година. Његове вештине писања почеле су да привлаче пажњу када је био тинејџер. Написао је и "Bossy" за Бирдмана, репера из Њу Орлеанса, и направио гостујући наступ на песми, наглашавајући његову способност као вокалиста.

## Лични живот
Деруло и певачица Џордин Спаркс су се забављали три године, када су се растали у септембру 2014. године.

## Дискографија
- Jason Derulo (2010)
- Future History (2011)
- Tattoos (2013)
- Everything Is 4 (2015)